# Klassieke periode (Zuid-Amerika)

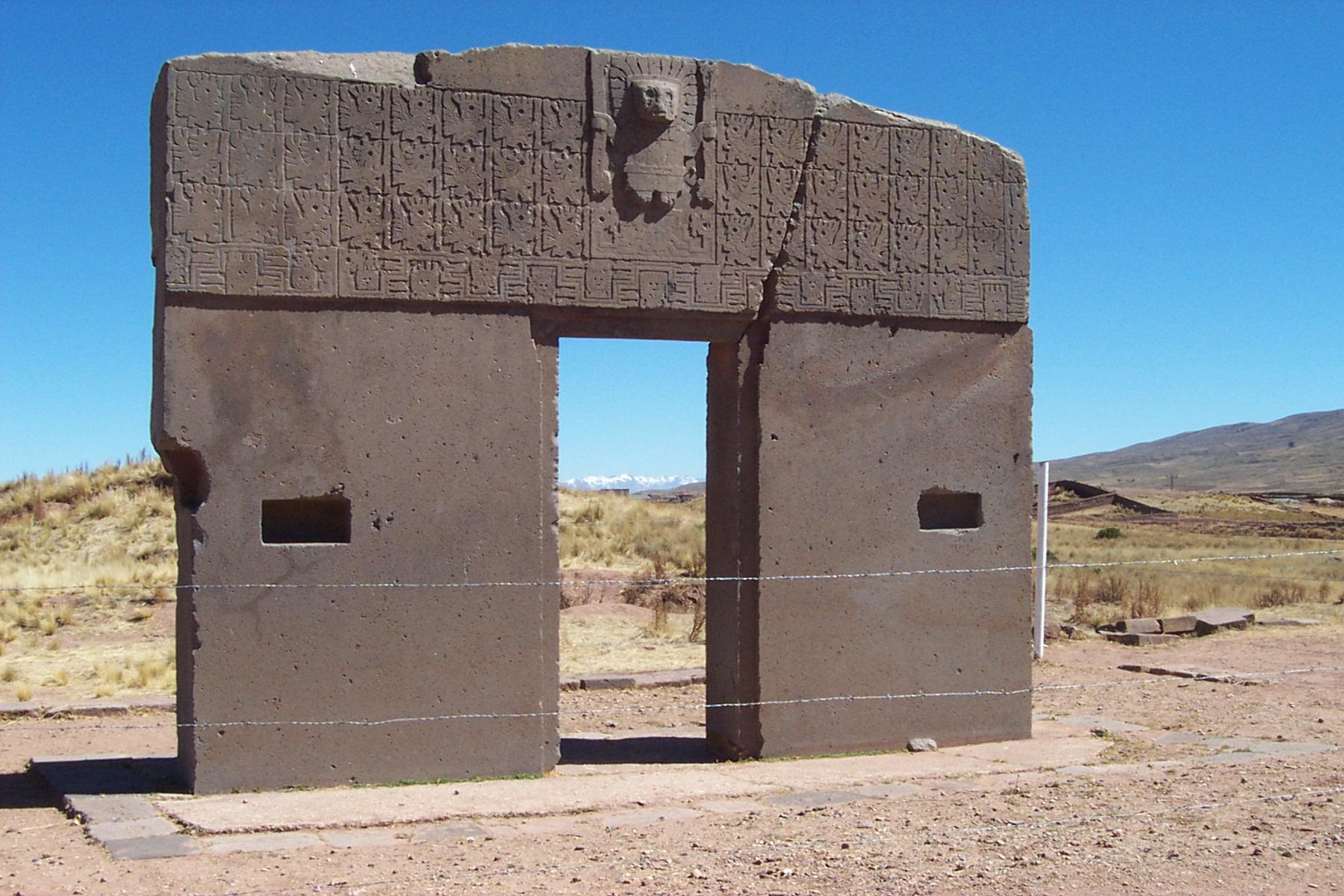
Zonnepoort van Tiwanaku

De klassieke periode van Zuid-Amerika duurde van ongeveer 500 tot 1200 AD. Ze volgde op de formatieve periode van Zuid-Amerika en werd opgevolgd door de postklassieke periode van Zuid-Amerika. 
De culturen van de klassieke periode worden gekarakteriseerd door een ambachtelijke arbeidsdeling en het begin van metallurgie. De sociale organisatie wordt geacht een begin van verstedelijking te tonen en grote ceremoniële centra te bezitten. De ideologie is die van een ontwikkelde theocratie. 
In Zuid-Amerika was de oorspronkelijk uit Mexico afkomstige maïslandbouw een groot succes. Ze  verspreidde zich over bijna het gehele continent en kwam alleen in het uiterste zuiden (Patagonië) niet voor. In Peru was de invloed van Chavín groot geweest, maar tot ongeveer 500 na Chr. volgde weer een periode van politieke en culturele verdeeldheid. De bekendste en belangrijkste culturen uit deze periode waren de Moche aan de noordkust en de Nazca aan de zuidkust. 

## Nazca

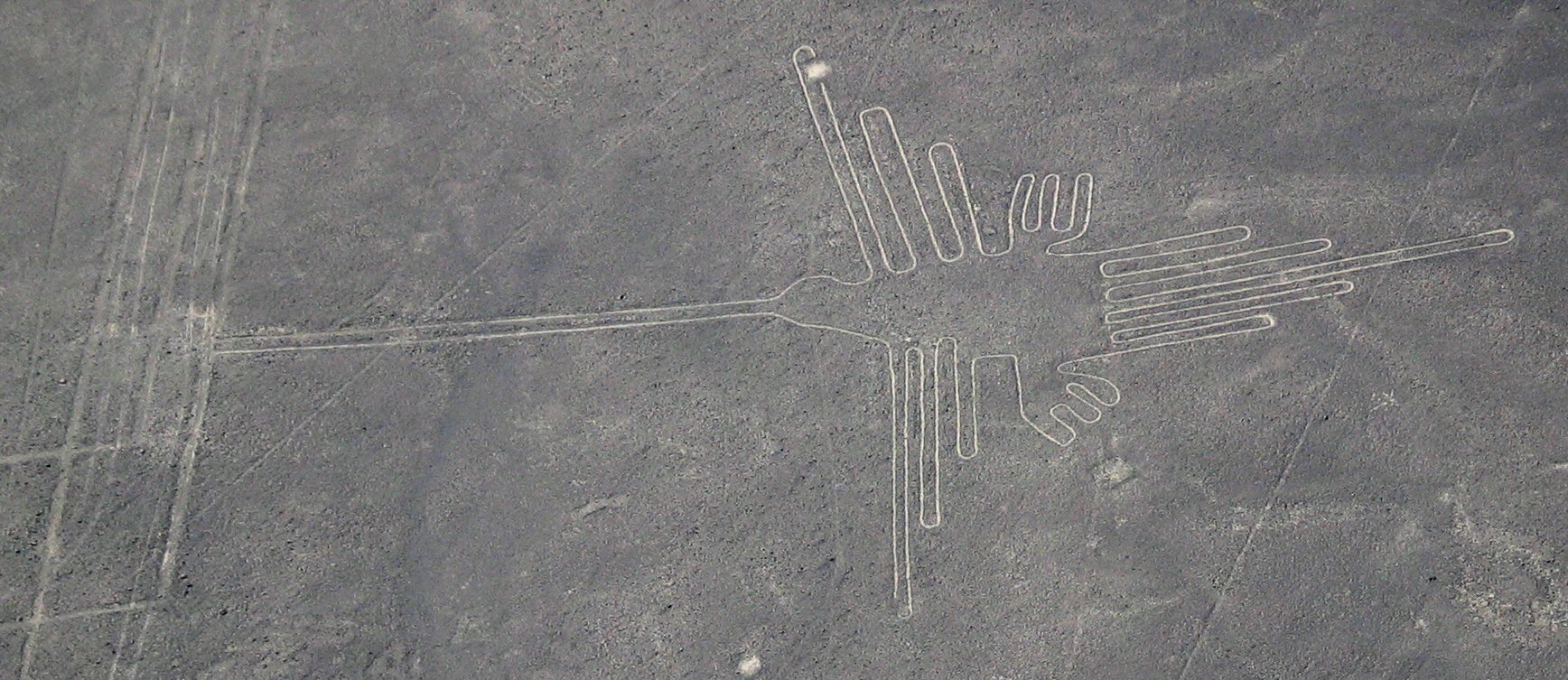
Lijnen en figuren van de Nazca cultuur: de kolibrie

In het zuidelijk kustgebied, in het dal van de Nazca, kwam ongeveer tussen het jaar 200 v C. en het jaar 600 n.C. de Nazcacultuur op. Het bekendste van deze cultuur zijn wel de enorme grondtekeningen, de zogenaamde Nazcalijnen in de Zuid-Peruaanse woestijn. De lijnen en figuren zorgden voor nogal wat opschudding omdat het onmogelijk is deze vanaf de grond te herkennen. Verhalen over buitenaardse wezens bleven dan ook niet uit, maar deze zijn vooral het gevolg van een slechte kennis over de mensen die ze maakten. Zo werden de Nazca's nogal eens bestempeld als "een primitief volk" dat niet tot zulke dingen in staat was, onder andere door Erich von Däniken. Inmiddels is echter bewezen dat ook de Nazca's steden en piramides bouwden en de lijnen zijn dan ook mogelijk aanwijzingen voor ondergrondse waterbronnen die de Nazcaboeren nodig hadden om in de woestijn te kunnen overleven.

## Moche

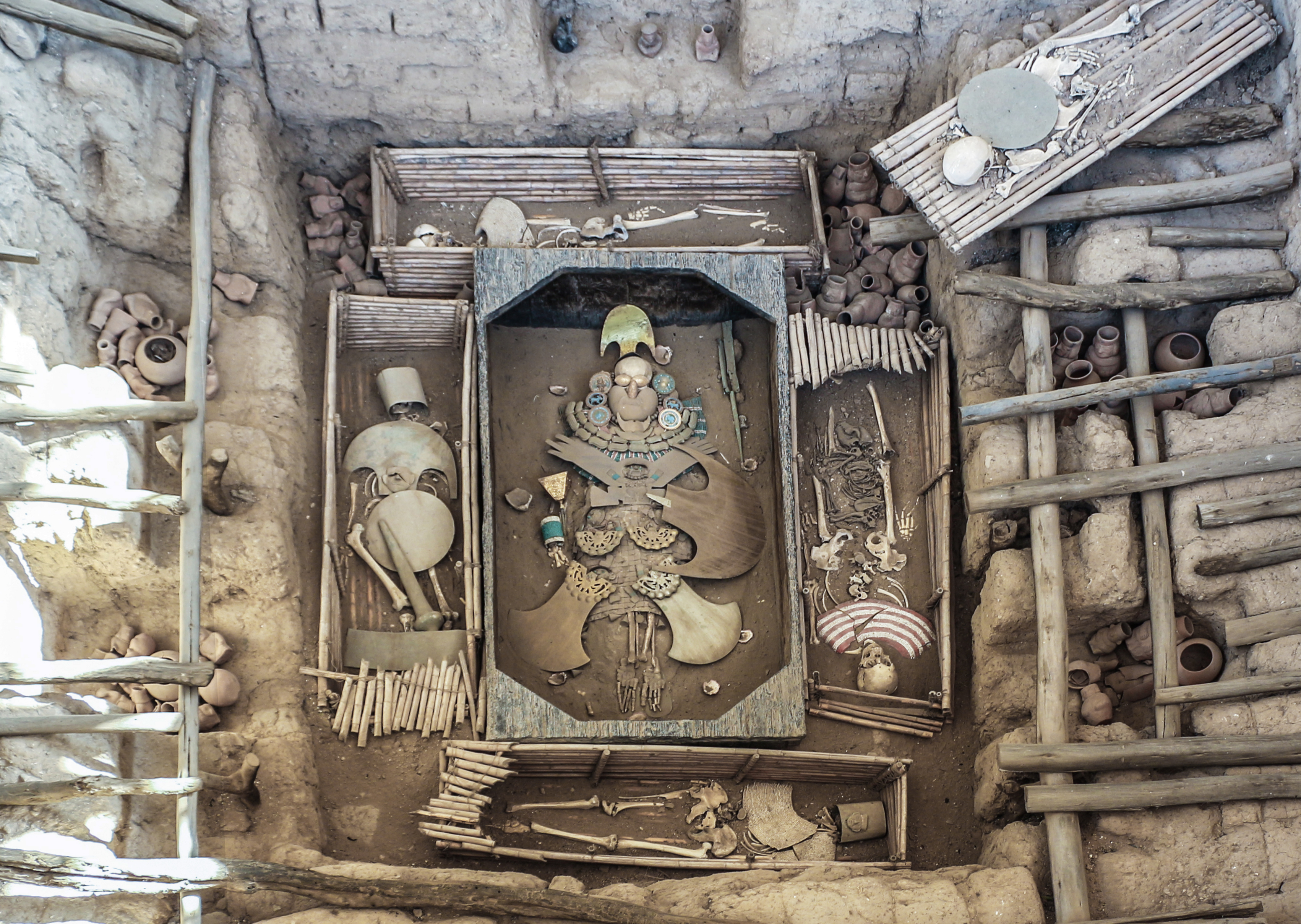
Graf van de "Heer van Sipán"

De Moche waren de eerste echte staat in de Andes, geconcentreerd rond het dal van de Moche. Tussen 200 en 600 n.Chr. bouwden de Moche hun gebied uit via de kust, van Lambayeque tot Nepeña. De Moche bouwden hun macht uit met militair geweld, wat af te leiden valt uit de ruïnes van vestingen rond dorpjes in de naastgelegen valleien van de Virú en de Santa.
In de plaats Moche staat de "Huaca del Sol" (piramide van de zon), een enorm bouwwerk van adobe (stenen van in de zon gedroogde klei). De piramide is zo'n 340 bij 150 meter en is minstens 40 meter hoog geweest. Dat komt neer op een totaal aantal van meer dan 140 miljoen stenen. Langs de hele kust zijn nog piramides te vinden, geen van deze grootte, maar wel hebben veel van die piramides nog muurschilderingen behouden.
De Moche werden vanwege hun natuurgetrouwe portretten in aardewerk weleens "de Grieken van Amerika" genoemd. Ook de vondsten uit het graf van de "Heer van Sipán" zijn wereldberoemd, evenals de afbeeldingen van dagelijkse scènes (jacht, oorlog, handel) en het erotische aardewerk.

## Tiwanaku en Wari

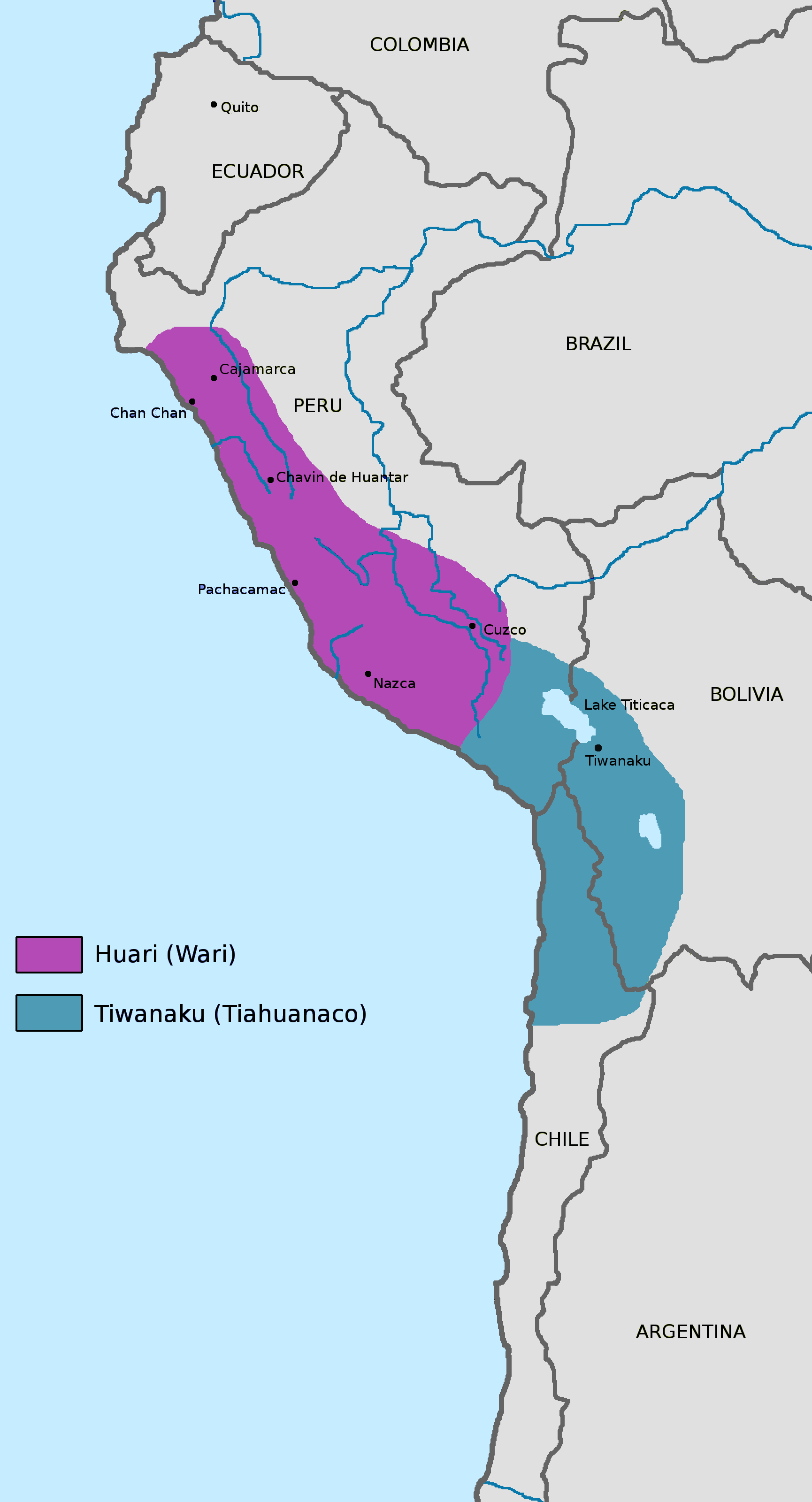
Wari & Tiwanaku delen de centrale Andes tussen 500 en 1000 na Chr.

Na 500 werden de meeste Peruaanse kust- en Andesculturen beïnvloed en/of veroverd door het eerste grote Andesrijk: de Wari. Dit rijk, met als centrum het huidige Ayacucho, moest de macht delen met een ander rijk, ten zuiden van het Titicacameer: Tiwanaku. De invloed van Wari reikte tot aan het Mochegebied aan de noordkust, en de invloed van Tiwanaku deed zich gelden tot in Noord-Chili en Noordwest-Argentinië. Er zijn echter verschillen tussen beide rijken. Wari was een voorloper van het Incarijk, met een stadscultuur en een voornamelijk politiek-militaire agenda. De stad Tiwanaku was meer een religieus centrum dat belangrijke cultureel/religieuze ideeën uitdroeg. 
De culturen rond deze twee steden waren ieder op zich groot, maar hebben naar het schijnt toch relatief weinig contact onderling gehad.

### Tiwanaku
Van 100 - 900 na Chr. ontwikkelt zich in de Andes, ten zuiden van het Titicacameer de stad Tiwanaku. De stad zou op zijn top een inwoneraantal van 50.000 hebben. De stad was het centrum van een hiërarchie van vestigingsplaatsen. Met name het gebied rond het Titicacameer werd ontwikkeld, grond werd er geschikt gemaakt voor landbouw. Maar een groot deel van de welvaart kwam toch van het houden van de kameelachtigen, de lama's en de alpaca's. De macht van de stad reikte ver, tot en met het noordwesten van Argentinië.
Tiwanaku was, net als nu, waarschijnlijk een groot pelgrimsoord, eerder vergelijkbaar met Mekka of Jeruzalem dan met een machtige politieke hoofdstad als het oude Rome.

### Wari
Wari ontwikkelde zich in het dal van Ayacucho. De machtssfeer van Wari was juist oostelijk gericht. De ondergang van Wari kan waarschijnlijk gezocht worden in de stad zelf: de ongebreidelde groei maakte dat de stad onbeheersbaar werd, zichzelf niet meer kon verzorgen op gebieden als politiek en milieu.

## Laaglanden
De volkeren in de Zuid-Amerikaanse laaglanden ontdekten het gebruik van de vruchtbare rivieroevers (bekend onder de Braziliaanse term varzea) voor intensieve maïs- en cassavelandbouw, en in het Amazonebekken leerde men de zogenaamde Terra Preta do Indio ("Zwarte Aarde van de indiaan") en de Terra Mulata (Bruine Aarde) gebruiken om de van oorsprong arme Amazonegrond zeer vruchtbaar te maken. Rond het begin van de christelijke jaartelling werd maïs het belangrijkste landbouwproduct en ontstonden in het Beneden-Amazonegebied de eerste technisch complexe samenlevingen, zoals Marajoara op Marajó-eiland, aan de monding van de Amazone. Er werden grote kunstmatige heuvels opgericht waarop grote dorpen gebouwd werden. 
Rond 1000 kwamen de grote bevolkingsmigraties van de Arowakken tot hun einde. Op allerlei plaatsen, van Suriname tot Zuid-Brazilië en van Ecuador tot Oost-Brazilië, ontstonden invloedrijke gemeenschappen en culturen die via het uitgebreide rivierenstelsel een groot handelsnetwerk onderhielden. Op deze manier bereikten uiteindelijk ook allerlei goederen uit de Andes (zoals metalen) het gebied.